# 椙山女学園中学校・高等学校
椙山女学園中学校・高等学校（すぎやまじょがくえんちゅうがっこう・こうとうがっこう）は、愛知県名古屋市千種区山添町に所在し、中高一貫教育を提供する私立女子中学校・高等学校。

## 沿革
- 1905年 - 尾張藩士族の椙山正弌と妻・椙山今子により名古屋市富士塚町（現在の名古屋市東区泉一丁目）の尾張藩武家屋敷に名古屋裁縫女学校開校。
- 1917年 - 椙山高等女学校開校。
- 1924年 - 椙山第二高等女学校開校。椙山高等女学校を椙山第一高等女学校に改称。
- 1925年 - 名古屋裁縫女学校を椙山女学校に改称。
- 1930年 - 椙山女子専門学校開校。
- 1931年 - 椙山第二高等女学校を、椙山女子専門学校附属高等女学校に改称。
- 1937年 - 椙山女子商業学校開校。
- 1942年 - 椙山女子専門学校附属幼稚園開園。
- 1947年 - 椙山中学校開校。
- 1948年 - 椙山女学園高等学校開校。椙山中学校を椙山女学園中学校に改称。
- 1949年 - 椙山女学園大学開学。
- 1950年 - 椙山女子専門学校附属幼稚園を椙山女学園大学附属幼稚園に改称。
- 1951年 - 学校法人椙山女学園に組織変更認可。
- 1952年 - 椙山女学園大学附属小学校開校。
- 2005年 - 学園創立100周年。
- 2009年 - 創設者･椙山正弌生誕130周年。
- 2012年 - 創立60周年記念式典。
- 2015年 - 椙山女学園大学附属保育園を開設。
- 2019年 - 椙山女学園大学附属こども園を開設。

## 特記事項

### 金剛鐘（こんごうしょう）
学園のシンボル。毎朝8時30分、昭憲皇太后御歌『金剛石』（1887年（明治20年）3月18日、作詞：昭憲皇太后、作曲：奥好義）を生徒が鐘の音で奏で、始業とする。1921年（大正10年）、椙山女学園創設者で初代学園長の椙山正弌が教育事情視察のため渡米した折、スタンフォード大学で、毎朝讃美歌のメロディーが鐘の音で鳴り渡ると学生はもちろん学外の道行く人々も歩みを止めて静かな祈りを捧げる姿をみて深く感動し、学園にもこの鐘を取り入れることを考えた。帰国後、英国・ロンドンのジレット社へ鐘の製作を依頼し、1930年（昭和5年）、覚王山にあった当時「白亜の殿堂」と称された椙山第二高等女学校の校舎屋上の塔内に設置された。1931年（昭和6年）2月11日、鐘から初めて『金剛石』のメロディーが流れた。

### 特徴
学園創立者の椙山正弌は水泳選手の前畑秀子を和歌山から名古屋の学園に受け入れ寮を提供し、また学園内に新しいプールを作り全面的に支援した 。校内には、日本で最初の金メダリスト（ベルリンオリンピック金メダリスト）の前畑と、ともに出場した小島一枝のふたりの水着姿の銅像があり、また、前畑がヒトラーからもらった樫の木「オリンピック・オーク」の2代目が植えられている 。
現在は正門左手の門衛室の裏側にあり、案内図があるのであまり目に付かない。水泳部はインターハイで3回総合優勝を達成している。
スポーツ施設、情操教育のための芸術関係のカリキュラムなどが充実している。
各放送コンクールで毎年上位の成績をおさめている。
テニスクラブは4年連続17回目の全国大会出場、スキー部も全国大会に出場している。

## アクセス
- 名古屋市営地下鉄東山線 覚王山駅4番出口より徒歩約10分。

## 部活動

### 運動部
- 水泳
- 卓球
- ソフトボール
- 新体操
- 器械体操
- テニス
- バスケットボール
- バレーボール - 春の高校バレー2回出場、高校総体2回出場。
- 陸上
- 剣道
- スキー
- バドミントン
- サッカー
- アウトドア
- ダンス部 -『日本中学校ダンス部選手権』全国大会において、2015年（平成27年）審査員特別賞入賞。

### 文化部
- 演劇
- 美術
- 外語
- 書道
- 自然科学
- 放送
- 合唱
- ホームメイキング
- フィルハーモニー
- 茶道
- 華道

## 同窓会組織
1906年（明治39年）学園創立の翌年に作られた「和風会」が同窓会のはじまりであり、卒業生と在校生が恩師を交えて和合親睦を目的とした。現在は学園同窓会「いとぎく会」を頂点とし大学、中高、またそれぞれの学校や学部の同窓会の他、全国各地に支部会が結成されている。主な活動は『同窓会だより』の発刊、卒業生への記念品贈呈、学校行事への参加、日帰り旅行や観劇などを通じて交流を深めている。
- 椙山女学園同窓会 - いとぎく会
- 椙山女学園高校中学同窓会

## 著名な出身者
- 前畑秀子 - 水泳選手
- 小島一枝 - 水泳選手
- 浅野典子 - 水泳選手
- 江坂君子 - 水泳選手
- 橋口美穂 - 体操選手 ※中学校のみ
- 中野友加里 - フィギュアスケート選手
- 三浦伊織 - テニス選手、女子プロ野球選手
- 伊藤よし子 - 衆議院議員
- 秋元杏月 - 初代たいそうのおねえさん
- 徳川良子 - 女優
- 阿川泰子 - 女優
- 千うらら - 女優
- 杉山みどり - 女優
- 宮崎萬純 - 女優
- 藤谷美紀 - 女優
- 鹿取洋子 - 歌手
- ACO - シンガーソングライター
- 紺野ゆり - ファッションモデル
- 政次夏希 - 元アナウンサー
- 高木恵子 - 元アナウンサー
- 香坂千晶 - 元宝塚歌劇団花組娘役
- 遼河はるひ - 元宝塚歌劇団月組男役
- 大路りせ - 宝塚歌劇団宙組男役 ※中学校のみ